# Какеџику
Какеџику (јап. 掛け軸), такође познат и као какемоно (јап. 掛け物), је врста традиционалног јапанског свитка, са штапићима на врху и дну, који се обично качи на зидове. Садржај какеџикуа може бити слика, калиграфиски запис или песма.
Насупрот макимоно-у (巻物), који се одвија латерално на равној површини, какеџику се приказује вертикално постављен на зиду као елемент унутрашњег декора собе. Традиционално се излаже у делу собе специјално дизајнираном за излагање уметничких и дела од вредности (тзв. „токонома“ - 床の間). Какеџику се може брзо и лако променити како би увек био у складу са годишњим добом или приликом.
Постоје два типа какеџикуа:
Ако је ширина свитка краћа од висине онда се назива „татеџику“ (立軸 - стојећи свитак); а ако је обратно, тј. ширина свитка је дужа од висине онда се назива „јокоџику“ (横軸- попречни свитак)

## Историјат

### Период Хејан(794—1192)
Првобитни стил јапанских висећих свитака је донет из Кине. Будистички мисионари су носили будистичке слике како би ширили своју религију. За време владавине династије Танг (618—907) у Кини је таква врста будистичких слика додатно украшавана и ојачавана како би могла да издржи стално ношење. То је архетип висећих свитака. Након што је будизам стигао у Јапан та врста украсних слика се проширила Јапаном током Хејан периода. На свицима из тог периода, осим будистичких слика, се могао налазити калиграфски или поетски запис.

### Период Муромачи(1334—1537)
Архитектура јапанских кућа се доста развила током овог периода. У том архитектонском стилу је постојала посебна соба називана „токонома“ (床の間). Већина уметничких дела којима је домаћинство располагало, укључујући и висеће свитке, је излагана у овој соби. Токонома је сматрана простором који повезује уметност и свакодневни живот. Овај оригинални концепт је јединствен за Јапан и не среће се у осталим земљама. У току Периода Муромачи омиљене теме висећих свитака постају пејзажи, слике птица и цвећа, портрети и песме.

### Период Азучи-Момојама(1537—1600)
Два велика владара представљају овај период. То су Ода Нобунага и Тојотоми Хидејоши. Обојица су изузетно ценили чајну церемонију „чаноју“ (茶の湯) или „чадо“ (茶道 - такође читано и као „садо“). Ова церемонија је најчешће била извођена у токонама соби. То је период развитка и стабилизације токонама архитектонског стила. Заједно са развитком токонама стила развијају се и технике сликања и постављања слика јер су се висећи свици увек излагали у токонома соби.

### Период Едо(1603—1868)
Овај период карактерише јако мали број ратова у Јапану. Континуирано стање мира током овог периода доводи до тога да сви аспекти јапанске културе достижу своју пуну зрелост. Многи чувени сликари просперирају и међусобно се надмећу. Висећи свици постају доста популарни у јавности.

### Период Меиџии касније (1868)
Од овог периода надаље људи постају апсолутно слободни у избору занимања, што доводи до пораста броја сликара и самим тим до веће конкуренције тј. подизања нивоа квалитета сликарских техника. Пре Другог светског рата, а и извесно време након његовог завршетка, велики део јапанског сликарства је био искључиво усмерен на висеће свитке. Из тих разлога данас можемо да уживамо у висећим свицима високог квалитета из Пост-Меиџи периода.

## Одржавање какеџикуа
Какеџику се прави од свиле, јапанског папира - „ваши“ (和紙), дрвета и посебног лепка. Какеџику не подноси превише влажно или превише суво окружење. Да би се какеџику одржао у добром стању неопходно је испоштовати следеће:
1. Не треба излагати какеџику у собама у којима клима-уређаји раде без престанка.
2. Код складиштења какеџикуа треба га заштитити од влаге.
3. Какеџику треба проветравати у хладу два пута годишње.
4. Не треба остављати какеџику да виси на зиду предуго. Повремено је пожељно смотати га у ролну.
5. Код складиштења, не ваља га превише чврсто смотати.

Тегови за свитак се на јапанском називају „фучин“. Пар фучина виси са доњег ваљка висећег свитка. Ови тегови служе да својом масом исправе свитак и спрече њихање на ветру, а истовремено дају додатну естетску карактеристику читавом уметничком делу (попут китњастих рамова европских слика).
За складиштење висећих свитака се често користе дрвене кутије направљене од Аврамовог дрвета или пуловније (лат. Paulownia tomentosa). Оваква кутија се назива „кирибако“ (桐箱) („кири“ значи „пуловнија“ а „бако“ кутија). Аврамово дрво је најбољи материјал за прављење кутија из следећих разлога:
- Проценти ширења и скупљања Аврамовог дрвета су веома ниски. Због тога је могуће направити кутије које у већој мери не пропуштају ваздух за разлику од кутија прављених од било ког другог типа дрвета (кутије од овог дрвета су готово херметички затворене). Ова особина кутије од Аврамовог дрвета спречава струјање ваздуха и одржава константан ниво влажности у унутрашњности, чиме штити свој садржај од пропадања.
- Аврамово дрво је најлакше дрво у Јапану иако је доста јако и чврсто. Његова ниска густина га чини лаким за ношење.
- Инсекти и црви не подносе неке од састојака које Аврамово дрво лучи, тако да не улазе у кутије направљене од тог дрвета.